# Ostbraunschweigisches Hügelland (Niedersachsen)
Als Ostbraunschweigisches Hügelland wird in Niedersachsen eine naturräumliche Region zwischen Wolfsburg und dem Großen Bruch sowie zwischen Salzgitter und Helmstedt bezeichnet, die im Rahmen der naturräumlichen Neugliederung des Landes als Teil der Lößbörden unter der Systematik 7.2 und unter gleichem Namen als eigene Kulturlandschaft mit leicht verändertem Zuschnitt unter der Systematik K32 eingeteilt wurde. Die Region bildet eine Schnittmenge der zwei auf Bundesebene beschriebenen Großregionen Nördliches Harzvorland (D33) und Weser-Aller-Flachland (D31), speziell des Ostbraunschweigischen Hügellands und des Ostbraunschweigischen Flachlands und ist auf das Territorium Niedersachsens begrenzt.
Die Landschaft ist ein flachwelliges Hügelland mit ausgeprägten Höhenzügen und fruchtbaren Lößböden im Süden. Der nördliche Bereich wird eher durch Wälder und Grundmoränen bestimmt. Die höchste Erhebung ist der Elm bis 323,3 m ü. NHN.

## Beschreibung

### Begrenzung
Das Gebiet beider Räume wird im Norden von der Niederung der Aller zwischen Fallersleben und Velpke begrenzt, die wie auch der Abschnitt zwischen Oebisfelde und Seggerde dem Weser-Aller-Flachland zugerechnet wird. Südlich davon ist die Ostgrenze identisch mit der Landesgrenze zu Sachsen-Anhalt bis einschließlich zum Großen Bruch. Im Bereich Hornburg bis Schladen weichen der Naturraum und die Kulturlandschaft voneinander ab (s. u.), der Naturraum hat das Tal der Oker als Ostgrenze. Im Süden schließen der Harly und der Salzgitter-Höhenzug den Naturraum ab. Die Westgrenze ist für beide Landschaften bis Braunschweig etwa mit der des Ostbraunschweigischen Hüggellands identisch. Im Stadtgebiet Braunschweig gibt es wiederum geringe Abweichungen voneinander, vom Stadtrand nach Nordosten schwenkt die Begrenzung entlang der Essenroder Waldplatte,  belässt also das Gebiet des übrigen Papenteich im Weser-Aller-Flachland.

### Größe
Die gesamte Fläche des Naturraums 7.2 wird mit 1507 km² angegeben. Sie dehnt sich in Südwestrichtung über 60 Kilometer von Velpke bis zum Harly aus, die Ost-West- und die Nord-Süd-Ausdehnung betragen jeweils etwa 40 Kilometer zwischen Braunschweig und Helmstedt bzw. zwischen Wolfsburg und dem Großen Bruch.

### Geologie
Die Bodenbeschaffenheit, Geologie und landschaftliche Nutzung werden in den Artikeln Ostbraunschweigisches Hügelland (Haupteinheit 512) und Ostbraunschweigisches Flachland (624) beschrieben.

## Naturräumliche Gliederung
Der niedersächsische Naturraum 7 umfasst die Börden zwischen Minden im Westen und der Landesgrenze im Osten. Er wird in zwei Teile gegliedert: Der westliche Teil mit der Bezeichnung Börden (Westteil) und der Kennung 7.1 entspricht etwa den Niedersächsischen Lößbörden, also der Großregion D32. Der Ostteil ist der hier behandelte Raum mit der Kennung 7.2. Im Süden schließen sich der Harz (Kennung 9) und das Weser-Leine-Bergland (8.2) an.
Die Grenzen des neu geschaffenen Naturraums 7.2. orientieren sich weitestgehend am Handbuch der naturräumlichen Gliederung Deutschlands, speziell an der 1962 erschienenen Beschreibung von Theodor Müller für das Einzelblatt 87 Braunschweig mit den beiden Haupteinheiten des Ostbraunschweigischen Hügel- und Flachlands sowie einer sehr detaillierten Unterteilung. Das Bundesamt für Naturschutz (BfN) hat, sich an Blatt 87 Braunschweig orientierend, Landschaftssteckbriefe für beide Haupteinheiten erstellt, 51201 mit 51202 sowie 62401. In beiden aktuellen Systematiken werden die urbanen Verdichtungsflächen separat behandelt, beim BfN der Verdichtungsraum Braunschweig (115), der bis Wolfenbüttel reicht, und beim NLWKN die Stadtlandschaft Braunschweig (K31). Zusätzlich werden dem Naturraum Bereiche der Harzrandmulde aus Blatt 100 Halberstadt von J. Spönemann zugeordnet.

### Aufstellung gemäß Handbuch
Im Folgenden werden die Unter-Einheiten aus Blatt 87 und aus Blatt 100 aufgelistet, die im behandelten Gebiet ganz oder teilweise enthalten sind:
- Aus der Haupteinheitengruppe 62 Weser-Aller-Flachland (BfN: D31):
  - 624 Ostbraunschweigisches Flachland (BfN 62401)
  - 6241 Ostbraunschweigisches Flachland als westlicher Teil
    - aus der Unter-Einheit 624.0 Papenteich
      - 624.02 Essenroder Waldplatte

    - 624.1 Schunterwinkel komplett
    - 624.2 Wolfsburger Hügel- und Plattenland komplett
    - 624.3 Lappwald (niedersächsischer Teil)

  - 6242 Flechtinger Waldhügelland für den östlichen Teil
    - Aus der Unter-Einheit 624.4 Flechtingen-Roßlauer Scholle
      - 624.41 Weferlinger Triasplatte (bei Grasleben bis zur Landesgrenze)

    - Aus der Unter-Einheit 624.5 Oebisfelder-Calvörder Endmoränenplatten wurde die
      - 624.50 Bahrdorfer Platte der Haupteinheitengruppe Weser-Aller-Flachland zugeordnet.
- Aus der Haupteinheitengruppe 51 Nördliches Harzvorland:
  - 512 Ostbraunschweigisches Hügelland (BfN: 51201)
    - 512.0 Okerrandhöhen
    - 512.1 Asse-Elm-Hügelland
    - Aus der Unter-Einheit 512.2 Helmstedt-Oscherslebener Mulde
      - 512.20 Dormhügelland
      - 512.21. Helmstedter Mulde
      - 512.23 Schöninger Aue bis zur Landesgrenze
- Aus der Gruppe 51 gehören zum Naturraum 7.2, aber nicht zur Kulturlandschaft K32:
  - 510 Harzrandmulde[6]
    - 5101 Harzburger Harzvorland
      - 5101.01 Wedde–Warne-Mulde
      - 5101.02 Harliberg
- Aus der Gruppe 51 wurden dem Weser-Leine-Bergland Systematik 8.2 zugeordnet:
  - 510 Harzrandmulde[6]
    - 5101 Harzburger Harzvorland
      - 5101.10 Okertal
      - 5101.11 Vienenburger Ebene wurde dem Weser-Leine-Bergland Systematik 8.2 zugeordnet

## Kulturlandschaft K32
Die Grenzen der etwa 1400 km² großen Kulturlandschaft K32 sind bis auf den Südbereich weitestgehend identisch mit der der Naturräumlichen Region 7.2, allerdings ist die Stadtlandschaft Braunschweig (K31) ausdrücklich ausgenommen. Die Südgrenze verläuft geradlinig nördlich an Hornburg vorbei nach Liebenburg, also wie die des Ostbraunschweigischen Hügellands 512. Die Bestandteile des Harzburger Harzvorlands aus der vorstehenden Auflistung werden nicht einbezogen (s. o.), sondern der Kulturlandschaft Nördliches Harzvorland K39 zugeordnet. Der Begriff Nördliches Harzvorland wird damit von einer Großregion auf einen 250 km² kleinen Bereich eingedampft.<